# Matachia (genre)
Genre
Synonymes
- Urquhartia Bryant, 1933

Matachia est un genre d'araignées aranéomorphes de la famille des Desidae.

## Distribution
Les espèces de ce genre sont endémiques de Nouvelle-Zélande.

## Liste des espèces
Selon World Spider Catalog (version 17.0, 07/06/2016) :
- Matachia australis Forster, 1970
- Matachia livor (Urquhart, 1893)
- Matachia marplesi Forster, 1970
- Matachia ramulicola Dalmas, 1917
- Matachia similis Forster, 1970

## Publication originale
- Dalmas, 1917 : Araignées de Nouvelle-Zélande. Annales de la Société Entomologique de France, vol. 86, p. 317-430 (texte intégral).